# Melias (doméstico das escolas)

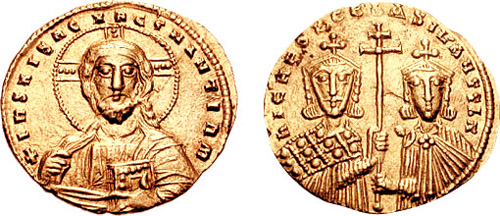
Histameno de r. e r.

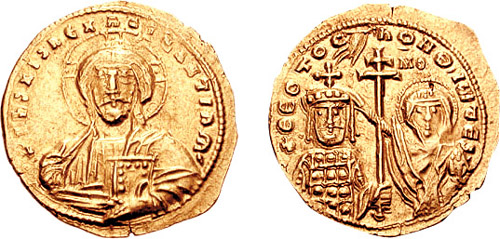
Histameno de r.

Melias (em grego: Μελίας; m. 973/4) foi um general bizantino de origem armênia do século X, ativo nas guerras contra os árabes no Oriente sob os imperadores Nicéforo II (r. 963–969) e João I (r. 969–976). As menções a Melias ocorrem durante o reinado de João I, mas em decorrência de uma descrição num mural de uma igreja capadócia, os historiadores sugerem que estaria ativo no reinado de Nicéforo II, talvez na campanha de reconquista da Cilícia.
Melias foi mencionado em 972-973, quando participou da expedição bizantina contra a Mesopotâmia Superior e foi nomeado como doméstico das escolas no rescaldo da submissão do emir hamadânida Abu Taglibe (r. 967–978). Em 973, Melias atacou Amida e foi derrotado pelo hamadânida Hibatalá, irmão de Abu Taglibe. Sua morte é variadamente descrita nas fontes, com algumas alegando que teria morrido pouco depois de Amida e outras que teria vivido algum tempo na corte de Abu Taglibe.

## Vida
Melias era parente e homônimo de Melias, armênio que entrou em serviço bizantino no começo dos anos 900 sob Leão VI, o Sábio (r. 886–912). Seu antepassado pertencia à nobre família Varasnúnio e desempenhou um importante papel nas guerras bizantinos com seus vizinhos árabes até os anos 930, sendo a ele atribuído a fundação da província fronteiriça de Licando. Melias é mencionado nas fontes apenas durante o começo do reinado de João I (r. 969–976), mas é descrito a cavalo ao lado de João I na igreja chamada "Casa de Pigeão" (cf. Igrejas de Göreme) em Çavuşin na Capadócia, que foi construída e pintada durante o reinado de seu predecessor Nicéforo II (r. 963–969) para louvá-lo e a sua família. A presença de Melias e Tzimisces está provavelmente associada com a participação deles na conquista de Nicéforo da Cilícia em 965. Embora Melias é identificado com um magistro na "Casa de Pigeão", isso é uma interpolação posterior sobre a inscrição original; ele provavelmente adquiriu o posto de magistro em ou após a ascensão de Tzimisces.
É citado nas fontes como participante nas expedições contra os árabes na Mesopotâmia Superior em 972-973. A primeira expedição, no outono ou inverno de 972, foi liderada por Tzimisces em pessoa e resultou na captura de Nísibis e Martirópolis, o que forçou o líder árabe local, o emir hamadânida Abu Taglibe (r. 967–978), a concordar em pagar tributo anual em troca da retirada bizantina. Tzimisces então retirou-se da área, mas deixou Melias como doméstico das escolas do Oriente (comandante-em-chefe do exército campal oriental).

Zona fronteiriça árabe-bizantina

Melias então avançou contra Amida com um exército numeroso, segundo as fontes árabes, 50 000 homens. O comandante da guarnição local, Hezarmerde, chamou Abu Taglibe por ajuda, e o último enviou seu irmão, Hibatalá, que chegou diante da cidade em 4 de julho de 973. No dia seguinte, uma batalha foi travada diante dos muros de Amida na qual os bizantinos foram derrotados. Melias e um grupo de outros generais bizantinos foram capturados no dia seguinte levados cativos para Abu Taglibe.
Melias morreu logo depois em cativeiro, mas as fontes desacordam a data e causa. O historiador árabe cristão Iáia de Antioquia e o armênio Estêvão de Taraunitis, ambos do século XI, relatam que ele permaneceu cativo na corte de Abu Taglibe até sua morte em fevereiro/março de 974. O historiador persa do século XIII Raxidadim de Hamadã, por outro lado, alega que Melias morreu logo depois da batalha diante de Amida de suas feridas. Ibne Alatir e outros relatam que ele morreu em 363 AH (outubro de 973 - setembro de 974) de suas feridas, embora Abu Taglibe tenham enviado médicos para ajudá-lo, enquanto os relatos menos fiáveis de Mateus de Edessa e Bar Hebreu alegam que ele foi levado para Bagdá, onde morreu de úlcera.